# Vörös vércse
A vörös vércse (Falco tinnunculus) a madarak osztályának sólyomalakúak (Falconiformes) rendjébe, ezen belül a sólyomfélék (Falconidae) családjába tartozó faj. Belgium hivatalos madara. A Magyar Madártani és Természetvédelmi Egyesület 1992-ben „Az év madarává” választotta.

## Előfordulása
Igen nagy elterjedési területe van. Európában, valamint Ázsia és Afrika jelentős területén őshonos. Mezőkkel tarkított erdőkben, facsoportokban, mezőgazdasági területek és legelők közelében él. A sűrű, zárt, összefüggő erdőket kerüli. Az ember közelsége nem zavarja, gyakran megjelenik a városokban.

## Alfajai
- Falco tinnunculus tinnunculus – ez az alapfaj, széles körben elterjedt egész Eurázsiában. Fészkel a Földközi-tenger szigetein és Észak-Afrikában is. Ezeken kívül előfordul a Brit-szigeteken is.
- Falco tinnunculus alexandri – a Zöld-foki-szigetek déli szigetei
- Falco tinnunculus neglectus – a Zöld-foki-szigetek északi szigetei
- Falco tinnunculus canariensis – a Kanári-szigetek nyugati tagjai és Madeira
- Falco tinnunculus dacotiae – a Kanári-szigetek keleti tagjai
- Falco tinnunculus rupicolaeformis – Szudán északi része, Egyiptom és az Arab-félsziget
- Falco tinnunculus interstinctus – Japán, Korea, Kína, Mianmar, Asszám és a Himalája.
- Falco tinnunculus rufescens –  Afrika a Szaharától délre
- Falco tinnunculus archeri –  Szomália és Kenya
- Falco tinnunculus rupicolus –  Angolától keletre Tanzániáig és délre a Fokföldig
- Falco tinnunculus objurgatus –  Nyugat- és Dél-India és Srí Lanka
- Falco tinnunculus perpallidus

## Megjelenése
Testhossza 32–35 centiméter, szárnyfesztávolsága 70–80 centiméter. A hím testtömege 160-210 gramm, a tojó pedig 200-250 gramm. A hím hátoldala gesztenyevörös, sötét cseppfoltokkal, hasoldala sárgás, elszórt fekete pettyekkel, feje és farka hamuszürke, a farok vége fekete. A tojó háta és farka rozsdabarna, sötét keresztsávokkal, hasa olyan, mint a hímnek, farka végén fekete keresztszalag.

## Életmódja
Otthonosan mozog a levegőben. Gyakran egy helyben lebeg (szitál) zsákmányt kémlelve. Szárnycsapásai gyorsak, gyakran néhány szárnycsapás-sorozat siklórepüléssel váltakozik. Ritkán kapja el levegőben az áldozatát, általában sebes zuhanás után a földön fogja meg a zsákmányát. Rágcsálókkal, kisebb madarakkal, gyíkokkal, valamint nagyméretű rovarokkal, főként bogarakkal és egyenesszárnyúakkal táplálkozik. Kiemelkedő, magasabb tereptárgyakon pihen.

## Szaporodása
Többnyire varjaknak a fák tetején lévő, gallyakból álló fészkét foglalja el; amíg a fészek használható, nem keres másikat. Előszeretettel fészkel más madárfajok közelében. Ha nem fán fészkel, akkor gyakran választja a fák odvait, löszpartokat, sziklafalakat, kőbányákat, várromokat és a városok magasabb épületeinek – főként templomtornyoknak – a tetőzetét. Néhány párt megfigyeltek a budapesti Parlament épületén fészkelni. Fészekalja  3-8 tojásból áll, melyeken 28-30 napig kotlik. A fiatal madarak szintén 28-30 nap múlva repülnek ki. A fiókák jellegzetes vérszívója a Carnus hemapterus nevű ektoparazita légy.

## Kárpát-medencei előfordulása
Magyarországon rendszeres fészkelő, állandó madár, de egyes példányok elvonulnak. A 2012. januárban végrehajtott madárszámlálás eredménye alapján 679 vörös vércse telelt Magyarországon. 2018-ban a madárszámlálás adatai alapján 906 itthon telelő vörös vércsét figyeltek meg a madarakat számlálók.

## Védettsége
A Természetvédelmi Világszövetség Vörös Listáján nem veszélyeztetettként szerepel. Európában csökkenő állományú fajnak számít. Magyarországon védett, természetvédelmi értéke 50 000 forint.

## Galéria

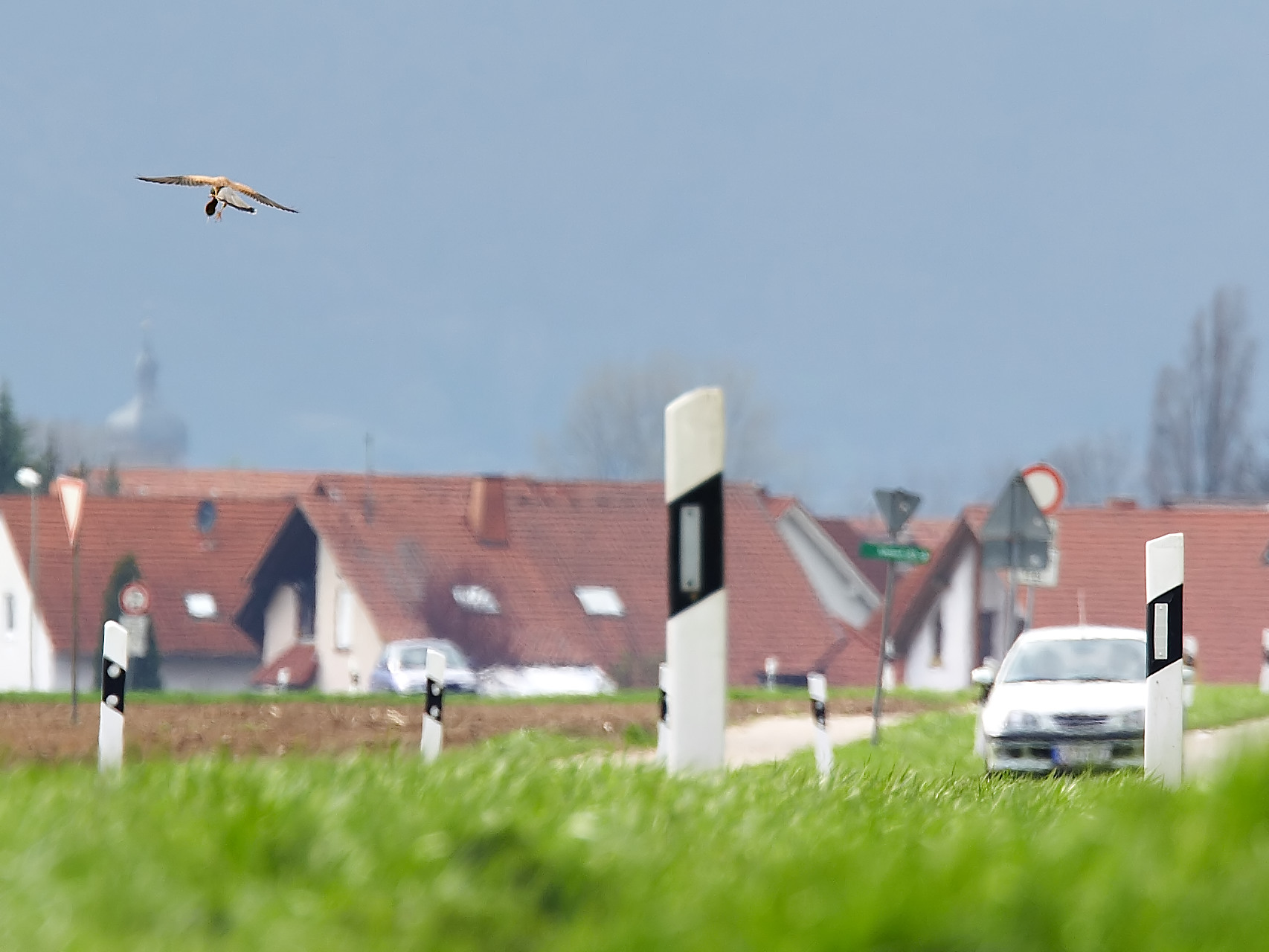
A hím zsákmánnyal távozik a tetthelyrőlTojó
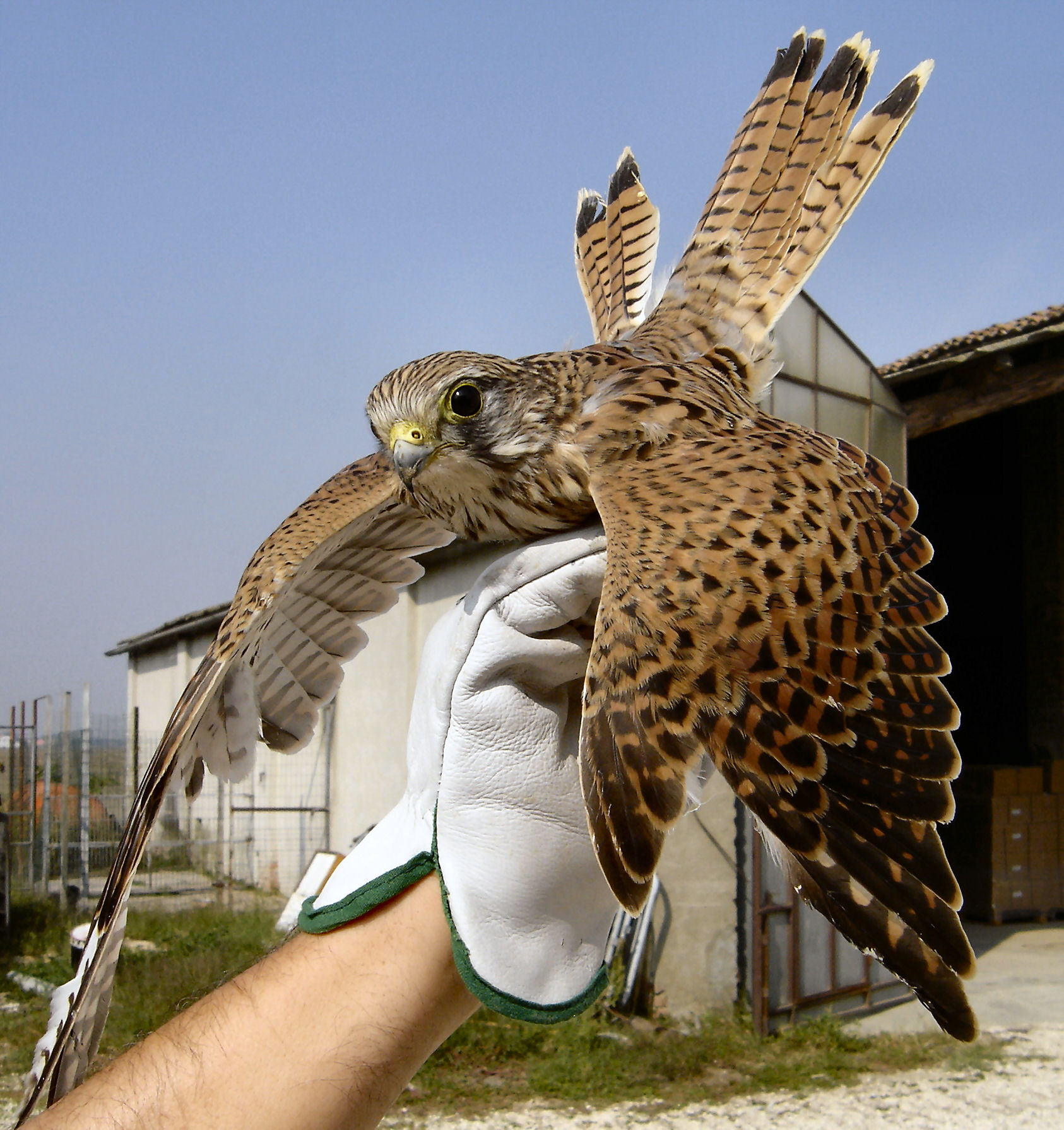
Kézben tartva
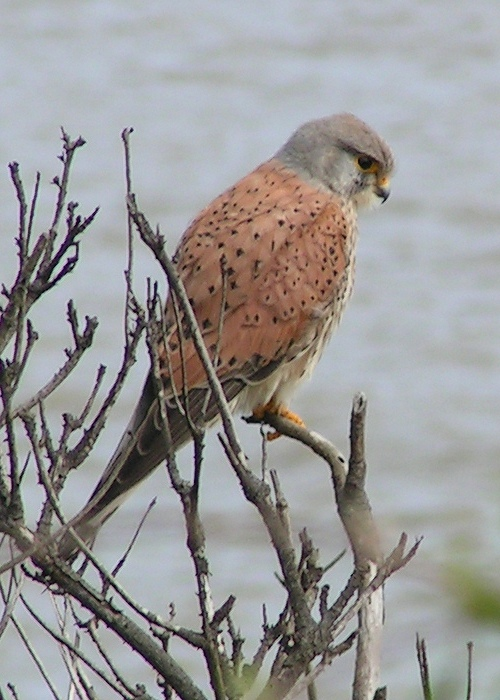
Egy faágon pihenve
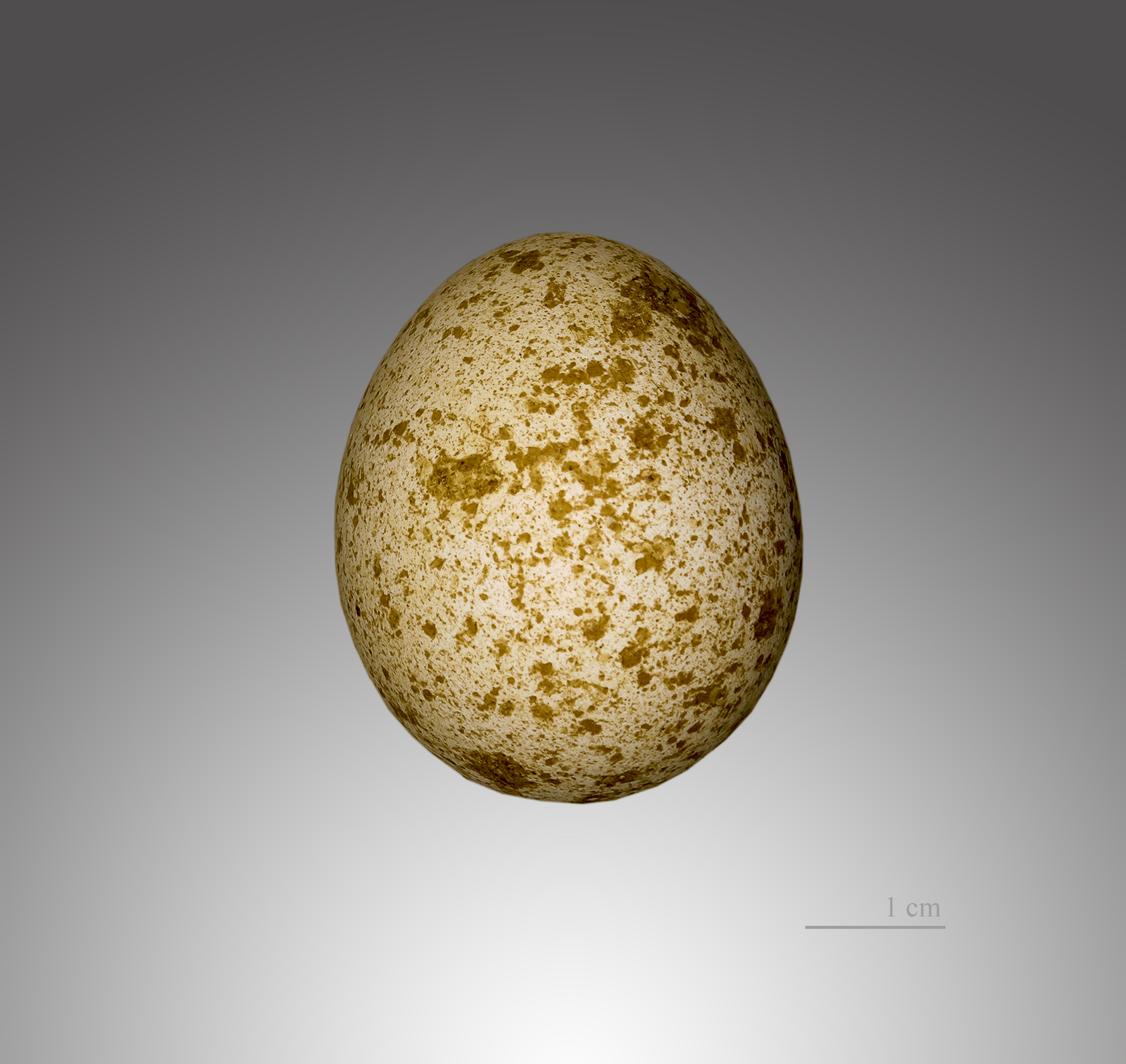
Tojása